# Prakovce
Prakovce – wieś (obec) na Słowacji położona w kraju koszyckim, w powiecie Gelnica. Pierwsze wzmianki o miejscowości pochodzą z roku 1368. 
Według danych z dnia 31 grudnia 2012, wieś zamieszkiwało 3376 osób, w tym 1745 kobiet i 1631 mężczyzn.
W 2001 roku rozkład populacji względem narodowości i przynależności etnicznej wyglądał następująco:
- Słowacy – 94,9%
- Czesi – 0,35%
- Niemcy – 0,06%
- Polacy – 0,06%
- Romowie – 2,93%
- Rusini – 0,03%
- Ukraińcy – 0,38%
- Węgrzy – 0,12%

Ze względu na wyznawaną religię struktura mieszkańców kształtowała się w 2001 roku następująco:
- Katolicy rzymscy – 58,33%
- Grekokatolicy – 11,1%
- Ewangelicy – 2,28%
- Prawosławni – 0,79%
- Ateiści – 24,36%
- Nie podano – 2,46%

W miejscowości jest stacja kolejowa Prakovce.